# Amelie Morgan
Amelie Morgan (Slough, 31 de mayo de 2003) es una deportista británica que compite en gimnasia artística.
Participó en los Juegos Olímpicos de Tokio 2020, obteniendo una medalla de bronce en la prueba por equipos (junto con Jennifer Gadirova, Jessica Gadirova y Alice Kinsella). Ganó una medalla de bronce en el Campeonato Europeo de Gimnasia Artística de 2021, en la prueba de barras asimétricas.

## Palmarés internacional
| Juegos Olímpicos   | Juegos Olímpicos | Juegos Olímpicos  | Juegos Olímpicos     |
| Año                | Lugar            | Medalla           | Prueba               |
| ------------------ | ---------------- | ----------------- | -------------------- |
| 2020               | Tokio (Japón)    | Medalla de bronce | Concurso por equipos |
| Campeonato Europeo |                  |                   |                      |
| Año                | Lugar            | Medalla           | Prueba               |
| 2021               | Basilea (Suiza)  | Medalla de bronce | Barras asimétricas   |